# Orobanche sanguinea
Orobanche sanguinea – вид рослин родини вовчкові (Orobanchaceae).

## Опис
Стебла до 45 см, тонкі, червонуваті. Віночок 8–15 мм, червонуватий. Капсули ≈ 7 мм. Цвіте і плодоносить з червня по липень.

## Поширення
Північна Африка: Алжир; Лівія; Марокко; Туніс. Південна Європа: Хорватія; Греція [вкл. Крит]; Італія [вкл. Сардинія, Сицилія]; Мальта; Чорногорія; Франція [вкл. Корсика]; Португалія; Гібралтар; Іспанія — Балеарські острови.